# بهترین برآوردگر خطی نااریب
در علم آمار، بهترین برآوردگر خطی نااریب (به انگلیسی: Best Linear Unbiased Estimator) یا BLUE به برآوردگری گفته می‌شود که کوچکترین واریانس را از میان تمام برآوردگرهای خطی نااریب دارد (برآوردگر نااریب، برآوردگری است که مقدار مورد انتظار آن برابر مقدار درست پارامتر است). بهترین برآوردگر خطی نااریب معمولاً مطلوب‌ترین برآوردگر در نظر گرفته می‌شود.